# 中国人民解放军文职人员
中国人民解放军文职人员是中国人民解放军在军民通用、非直接参与作战且社会化保障不宜承担的军队编制岗位从事管理工作和专业技术工作的非现役人员，是军队人员的组成部分。

## 历史
1950年代中期，经毛泽东亲自决策，将部分行政、医疗卫生、文化体育等岗位的6.2万名现役干部改成工薪制职员。这是中国人民解放军使用非现役人员的一次尝试。
1980年3月12日，邓小平在《精简军队，提高战斗力》讲话中说：“军队有些方面的工作人员可以改成文职人员、雇佣人员，不穿军服。”这是中国人民解放军历史上首次正式提出使用文职人员的构想。在同一篇讲话中邓小平还提到，“我们有一个很不好的情况，主要是人头上花钱多。我们指挥机构的人大多，战斗部队并不算多。干部多了，机关太大了，打仗是不行的。这是我们军队的一种病态，很不好，人越多越不好办事。”当时，十多万文职人员都是军队在编人员，引入文职制度将军队中科技、文艺等人员划到军队之外，可以减少现役军人定额，从而节省军费支出。
1988年，中国军队引入文官制度，将军队科技、文艺方面数百个岗位的军官改成文职干部。中央军委确定，中国人民解放军实施文职干部制后，改成文职的干部一律取消军籍。但当时数量庞大的现役文职干部集体反对，最终这部分文职干部的军籍获得保留，但不授军衔，同时授予技术等级，并据此享受相应军衔的待遇。当时称是为照顾这部分文职干部的情绪，并称今后文职干部统一无军籍。1988年4月27日，中央军委主席邓小平签发的《中国人民解放军文职干部暂行条例》也相应规定“中国人民解放军文职干部，是军队编制定额内不授予军衔的干部”，但“由现役军官改任的文职干部保留军籍”。但是实际上未能做到新的文职干部统一无军籍，文职干部成了十多万名不穿军装的现役军人，这增加了军队管理的难度。1992年4月1日，中央军委决定，自1992年5月1日起，全军文职干部配发与现役军官相同的制式服装，佩带文职干部肩章、领花。因为编制和待遇事实上都未改变，所以1980年代末推行的文职干部制度事实上偏离了当初邓小平想建立的文职人员制度。
2003年6月，中央军委主席江泽民批准《2005年前军队体制编制调整改革总体方案》，要求将部分通用性强、保密要求不高、社会人才资源丰富的文职干部岗位改为编配文职人员。实践中在过渡阶段，对既有文职干部的待遇实行“老人老办法”，并继续保留军籍；新进的文职人员则拥有“双重身份”，既为军队工作，遵守军队的条例、纪律，同时又是无军籍的社会人，进入非现役序列。按照文职人员制度的设计，“在军队工作的老百姓”将节省大笔军费支出。文职人员在待遇上比一般军官、文职干部较低，并且省去了对他们的培养经费。同时，文职人员采用合同制，合同到期关系即解除，所以不用像军官一样有转业安置的问题，而是由社会保障。
截至2005年12月31日，中国人民解放军如期裁减员额20万。与前几次体制编制调整改革不同，此次调整精简的重点是干部，裁减员额20万中有17万是军官和文职干部。这意味着十多类专业技术岗位和管理保障岗位不再完全配备现役干部。文职人员制度即为顺应此改革而产生。
2005年6月23日，中华人民共和国国务院、中华人民共和国中央军事委员会令第438号公布《中国人民解放军文职人员条例》，自2005年8月1日起施行。其中规定文职人员“是指按照规定的编制聘用到军队工作，履行现役军官（文职干部）同类岗位相应职责的非现役人员。”
下一步的军队改革的重点是建立文职人员队伍，让文职人员不再占编制。截至2013年，如将海外间接雇用人员计算在内，美军雇用文职人员超百万人；俄罗斯军队文职人员73.6万人，是武装力量军人数的63.4%；中国人民解放军文职人员仅约3万人。
2013年10月，中国人民解放军文职人员将首次举办招聘考试的消息发出。2013年12月15日，军队首次举行文职人员统一招聘考试。部队文职人员基本上是比照事业单位进行公开招聘、管理。
2013年11月中共十八届三中全会《决定》提出，健全完善文职人员制度。这次改革将现有军队人员分为军官、士官、义务兵、文职人员四类，按照“老人老办法、新人新政策”，推进文职干部、文职人员、非现役公勤人员、职工制度向统一的文职人员制度并轨，建立与国家公务员和事业单位工作人员制度衔接、具有比较优势的管理和保障制度机制；建立统一的文职人员制度，将军民通用、非直接参与作战的部分现役人员岗位改由文职人员担任，扩大文职人员编配范围，优化军队人员构成。
2017年9月27日，中华人民共和国国务院、中华人民共和国中央军事委员会令第689号修订《中国人民解放军文职人员条例》，自公布之日起施行。其中规定文职人员“是指在军民通用、非直接参与作战且社会化保障不宜承担的军队编制岗位从事管理工作和专业技术工作的非现役人员，是军队人员的组成部分”。改革后的一大变化是设置了文职人员领导岗位，文职人员可担任单位、机关部门或业务部门领导职务。
2022年12月10日中华人民共和国国务院、中华人民共和国中央军事委员会令第757号《中国人民解放军文职人员条例》第二次修订，自2023年1月1日起施行。

## 岗位设置
2005年施行的《中国人民解放军文职人员条例》规定，文职人员按照聘用的岗位，分为专业技术文职人员和非专业技术文职人员。
- 专业技术岗位：分为初级专业技术岗位、中级专业技术岗位、高级专业技术岗位；
- 非专业技术岗位：由低到高分为六级职员岗位、五级职员岗位、四级职员岗位、三级职员岗位、二级职员岗位。非专业技术岗位各等级分别与国家规定的事业单位同类岗位人员的相应职务等级相对应[6]。

根据2017年修订的《中国人民解放军文职人员条例》，文职人员岗位分为管理岗位、专业技术岗位这两种类别。
- 管理岗位：指担负领导职责或者管理任务的工作岗位。由高到低分为九个等级：部级副职、局级正职、局级副职、处级正职、处级副职、科级正职、科级副职、科员、办事员；
- 专业技术岗位：指从事专业技术和专业技能工作，具有相应专业技术、专业技能水平和能力要求的工作岗位。分为高级、中级、初级岗位，由高到低设一级至十三级[1][9]。

## 进出渠道
2005年施行的《中国人民解放军文职人员条例》规定，“文职人员岗位出现缺额时，除涉密岗位以外，应当实行公开招聘。”2017年修订的《中国人民解放军文职人员条例》改为“军队实行面向社会公开招考、直接引进和现役军人转改相结合的文职人员招录聘用制度。”同时还放宽了首次招录聘用最高年龄限制，规范了招录聘用程序，调整了招录聘用审批权限。
2005年施行的《中国人民解放军文职人员条例》规定了退休、解聘为文职人员退出方式。2017年修订的《中国人民解放军文职人员条例》又增加了辞职、辞退两种退出方式，并取消了原来的最高工作年龄限制。

## 教育管理
2017年修订的《中国人民解放军文职人员条例》按照与现役军人有统有分的原则，对文职人员教育管理作了规范，在思想政治教育、党团组织管理、安全保密、因公出境、档案管理等方面作出了与现役军人一致的规定。

## 待遇保障
2017年修订的《中国人民解放军文职人员条例》按照文职人员待遇高于地方同类人员、具有比较优势的思路，在工资待遇、住房保障、社会保险、福利抚恤方面作出了全面调整。另外修订后的条例还明确，对军队建设急需的高层次人才和特殊专业人才，可在文职人员岗位设置、招录聘用、待遇保障等方面采取特殊措施。

## 中国人民武装警察部队文职人员
2015年公布施行及2017年修订的《中国人民解放军文职人员条例》均规定，中国人民武装警察部队文职人员适用本条例。